# Les Diablerets (Berg)
Les Diablerets (dt. Übersetzung: Teufelshörner; frühere Namen: Rochers oder Scex de Champ) bezeichnet ein vergletschertes Gebirgsmassiv der Waadtländer Alpen (Teil der Berner Alpen) in der Schweiz. Am Nordfuss des Massivs liegt der Luftkurort Les Diablerets, der zur politischen Gemeinde Ormont-Dessus gehört.

## Geographie

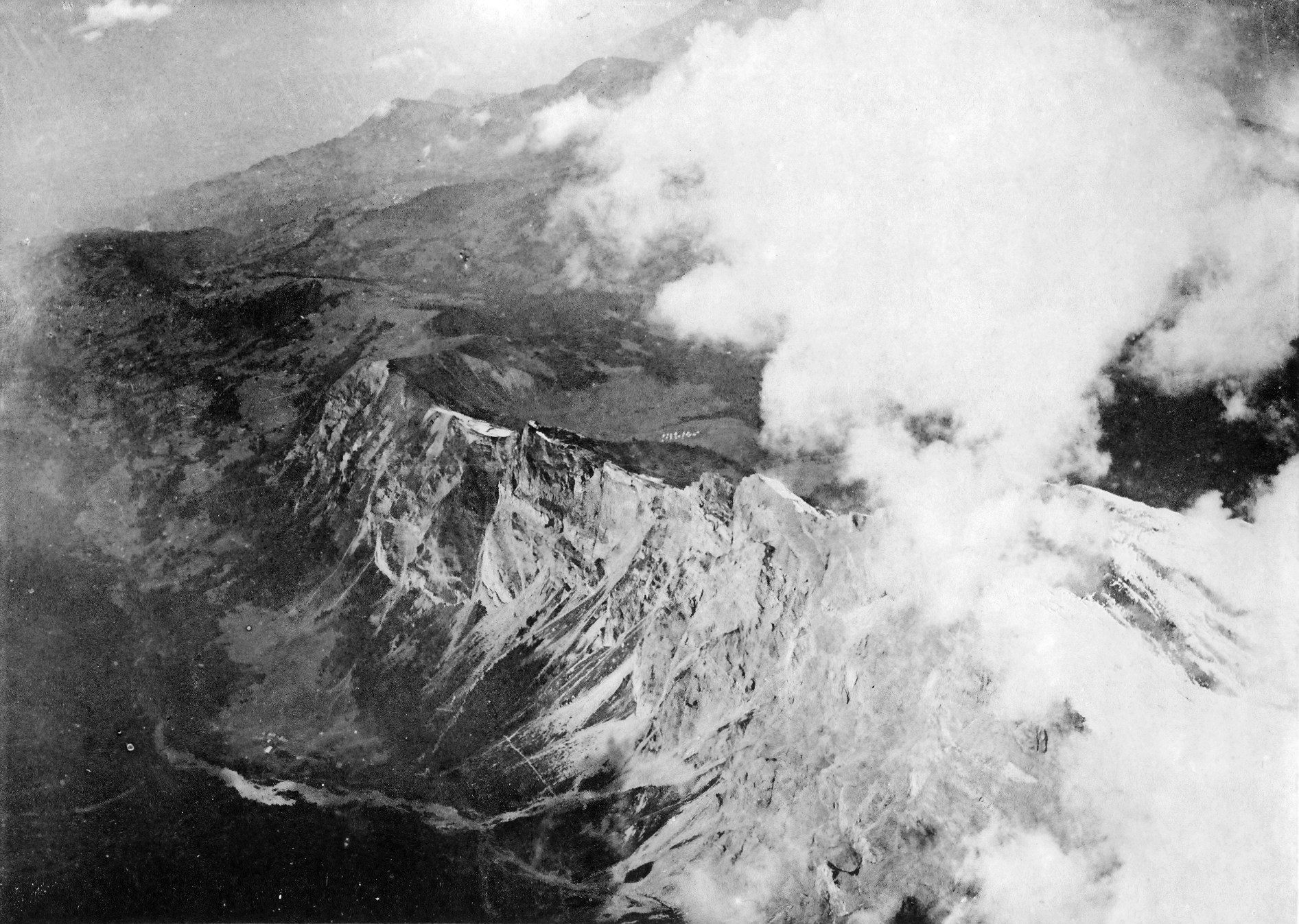
Luftbildaufnahme aus Eduard Spelterinis Ballon Wega, 3. Oktober 1898 um 11:40 Uhr

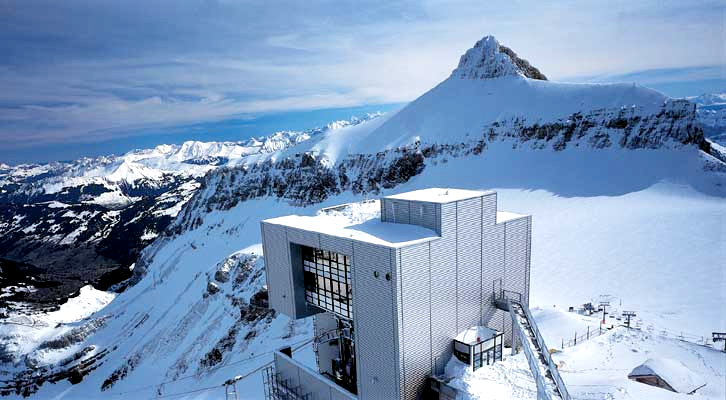
Luftseilbahn-Bergstation am Sex Rouge, im Hintergrund das Oldenhorn

Die Grenze zwischen den Kantonen Waadt und Wallis verläuft vom Pas de Cheville zum höchsten Punkt der Diablerets und dann, fast auf dem Kamm, weiter bis zum Oldenhorn. Östlich des Oldenhorns verläuft dann über den Grat zu Sanetschhorn und Schluchhorn die Grenze zwischen den Kantonen Bern und Wallis. Die weiter gefasste Gebirgsgruppe der Diablerets wird im Süden durch den Pas de Cheville, im Westen durch das Rhonetal, im Norden durch den Col du Pillon und im Osten durch den Sanetschpass begrenzt und schliesst die östlich gelegenen Berge Oldenhorn, Sanetschhorn, La Fava und Mont Gond mit ein.
Der eigentliche Hauptgipfel Le Sommet des Diablerets erreicht 3216 m ü. M.  Der Südwestgipfel des Le Sommet des Diablerets ist mit einer Höhe von 3210 m ü. M. der höchste Punkt des Kanton Waadt. Weitere Gipfel sind nördlich der Sex Rouge (2972 m ü. M.) und westlich die Tête Ronde (3036 m ü. M.) und der Culan (2789 m ü. M.). Das Oldenhorn (3123 m ü. M., frz.: Becca d'Audon) im Nordosten des Sommet des Diablerets, an dessen Gipfel die drei Kantone Waadt, Wallis und Bern aufeinandertreffen, ist ein eigenständiger Berg.
Zwischen dem Sommet und dem Oldenhorn erstreckt sich ein etwa 2900 m hoch gelegenes Plateau, von dem nach Osten der Tsanfleurongletscher und nach Nordosten der Sex Rouge-Gletscher abfliesst. Gegen Norden und Süden besitzt das Massiv markante Felswände, besonders die Südflanke stürzt nahezu senkrecht teilweise mehr als 1000 Meter ab zum Pas de Cheville und in den Talkessel von Derborence. Ihre heutige Gestalt erhielt die Südwand durch einen Bergsturz am 23. Juni 1749,  in dessen Verlauf ca. 50 Millionen Kubikmeter Gestein auf rund 1900 m ü. M. abbrachen. Der Bergsturz inspirierte Charles Ferdinand Ramuz zum Roman Derborence (1934).
Am Lac de Derborence am Südfuss der Diablerets wurden Bartgeier ausgewildert.

## Erschliessung

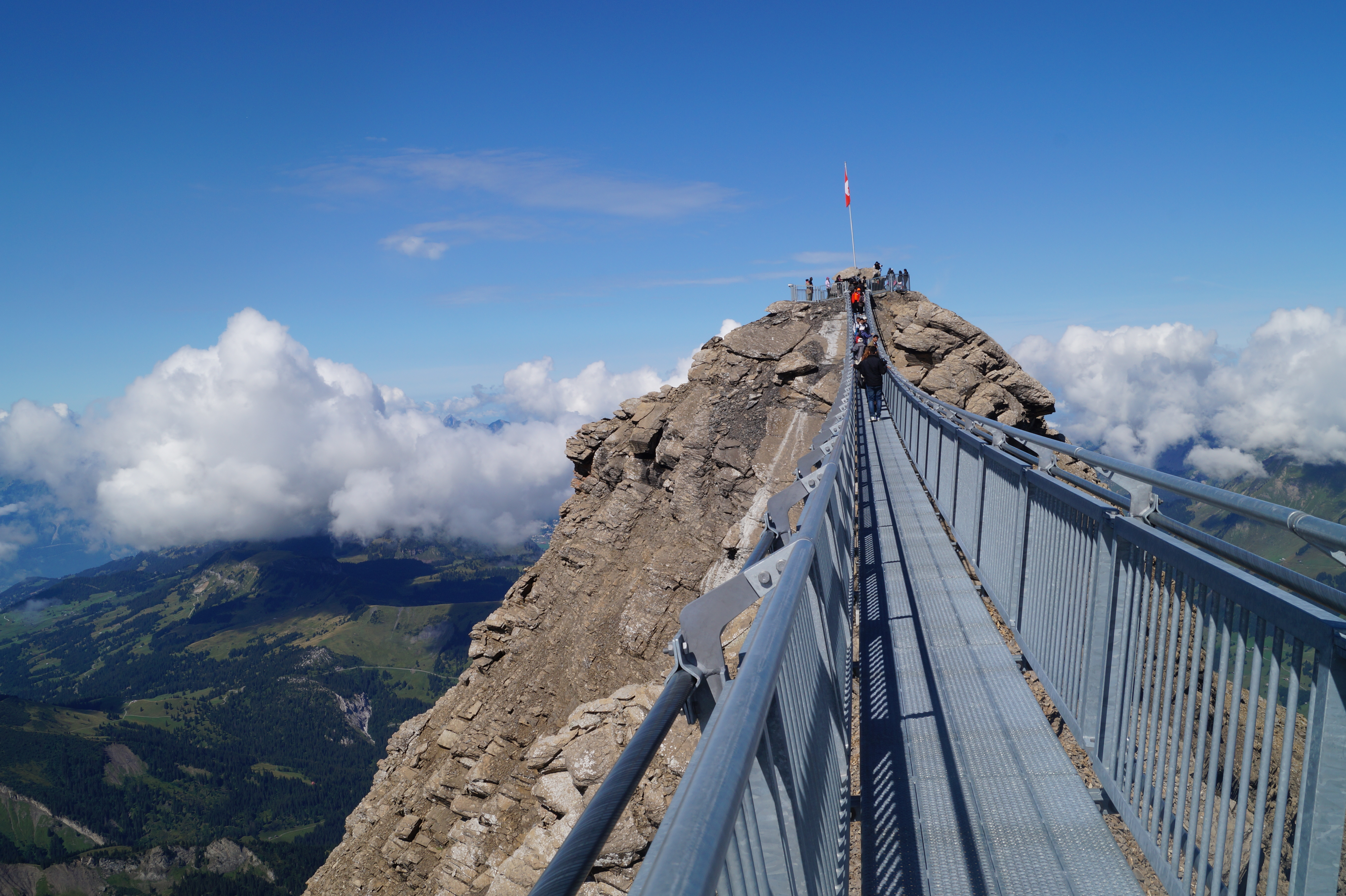
Peak Walk mit Blick zum Sex Rouge

Seit 1964 führt eine Luftseilbahn vom Col du Pillon in zwei Sektionen auf den Sex Rouge und ermöglicht auf dem Plateau des Tsanfleurongletschers im Skigebiet Glacier 3000 Skisport. Noch vor einigen Jahren konnte auf dem Gletscher bis weit in den Sommer hinein Skisport betrieben werden. Mittlerweile ist das Skigebiet wegen des schwindenden Gletschers nur noch zwischen Anfang November und Anfang Mai geöffnet (Stand 2017).
Im Sommer wird am Sex Rouge die höchstgelegene Sommerrodelbahn der Welt betrieben.
Der 107 Meter lange Peak Walk ist die erste Brücke der Welt, die zwei Gipfelfelsen (die beiden Gipfel des Sex Rouge, 2965 m und 2972 m) miteinander verbindet. Sie ist ganzjährig geöffnet.
Bei der Mittelstation Tête aux Chamois der Luftseilbahn Glacier 3000 befindet sich die Diableretshütte des SAC.